# سلتس
سلتس (به انگلیسی: Selz) رودخانه‌ای است که در آلمان جریان دارد.